# Alejandro Díaz
Alejandro Díaz Liceága, né le 27 janvier 1996 à Mexico, est un footballeur mexicain jouant au poste d'attaquant au Vancouver FC, en prêt de Sogndal.

## Biographie

### En sélection
Avec la sélection mexicaine, il participe à la Coupe du monde des moins de 17 ans 2013 organisée aux Émirats arabes unis. Lors du mondial, il est titulaire indiscutable et joue sept matchs. Son équipe atteint la finale en étant battue par le Nigeria.
Il remporte le championnat de la CONCACAF des moins de 20 ans en 2015. Lors de la compétition, il inscrit un doublé face à Cuba, avec à la clé une très large victoire (9-1).
Il participe dans la foulée à la Coupe du monde des moins de 20 ans 2015 organisée en Nouvelle-Zélande. Lors du mondial, il joue deux matchs.

## Palmarès

### En club
Club América
- Vainqueur de la Ligue des champions de la CONCACAF en 2015 et 2016

 Pacific FC
- Champion de Première ligue canadienne en 2021

### En sélection
Mexique -20 ans
- Vainqueur du Championnat de la CONCACAF des moins de 20 ans en 2015